# Skirt, Hirari
スカート、ひらり (Skirt, Hirari) é o 2º single da banda J-Pop feminina AKB48, sendo lançado em 07 de junho de 2006. Com este single, o AKB48 se apresentou pela primeira vez na TV japonesa, através do programa Music Station. O senbatsu é composto pelo Kami 7.
Minami Takahashi e Atsuko Maeda formam o double center para este single.
- Lançamento: 7 de junho, 2006
- Gravadora: Independente (indie)

## Faixas
1. スカート、ひらり (Skirt, Hirari)

2. 青空のそばにいて (Aozora no Soba ni Ite)

3. スカート、ひらり（カラオケバージョン） (Skirt, Hirari (Versão Karaokê)

4. 青空のそばにいて（カラオケバージョン） (Aozora no Soba ni Ite (Versão Karaokê)